# Nevidzany (district de Zlaté Moravce)
Pour les articles homonymes, voir Nevidzany.
Nevidzany (allemand : Newitzan, hongrois : Néved) est un village de Slovaquie situé dans la région de Nitra.

## Histoire
Première mention écrite du village en 1229.

## Démographie

### Évolution de la population
| Année:               | 1994. | 2004.   | 2014.   | 2024.   |
| -------------------- | ----- | ------- | ------- | ------- |
| Nombre de personnes: | 631   | 611     | 593     | 560     |
| Différence:          |       | -3,16 % | -2,94 % | -5,56 % |

| Année:               | 2023. | 2024.   |
| -------------------- | ----- | ------- |
| Nombre de personnes: | 557   | 560     |
| Différence:          |       | +0,53 % |